# GW170814
GW170814 va ser un senyal d'ona gravitacional de dos forats negres fusionant-se, detecta pels observatoris LIGO i Virgo el dia 14 d'agost de 2017. El 27 de setembre de 2017, les col·laboracions LIGO i Virgo van anunciar l'observació del senyal, el quart esdeveniment confirmat després de GW150914, GW151226 i GW170104. Va ser la primera fusió de dos forats negres detectada per LIGO i Virgo junts.

## Detecció de l'esdeveniment

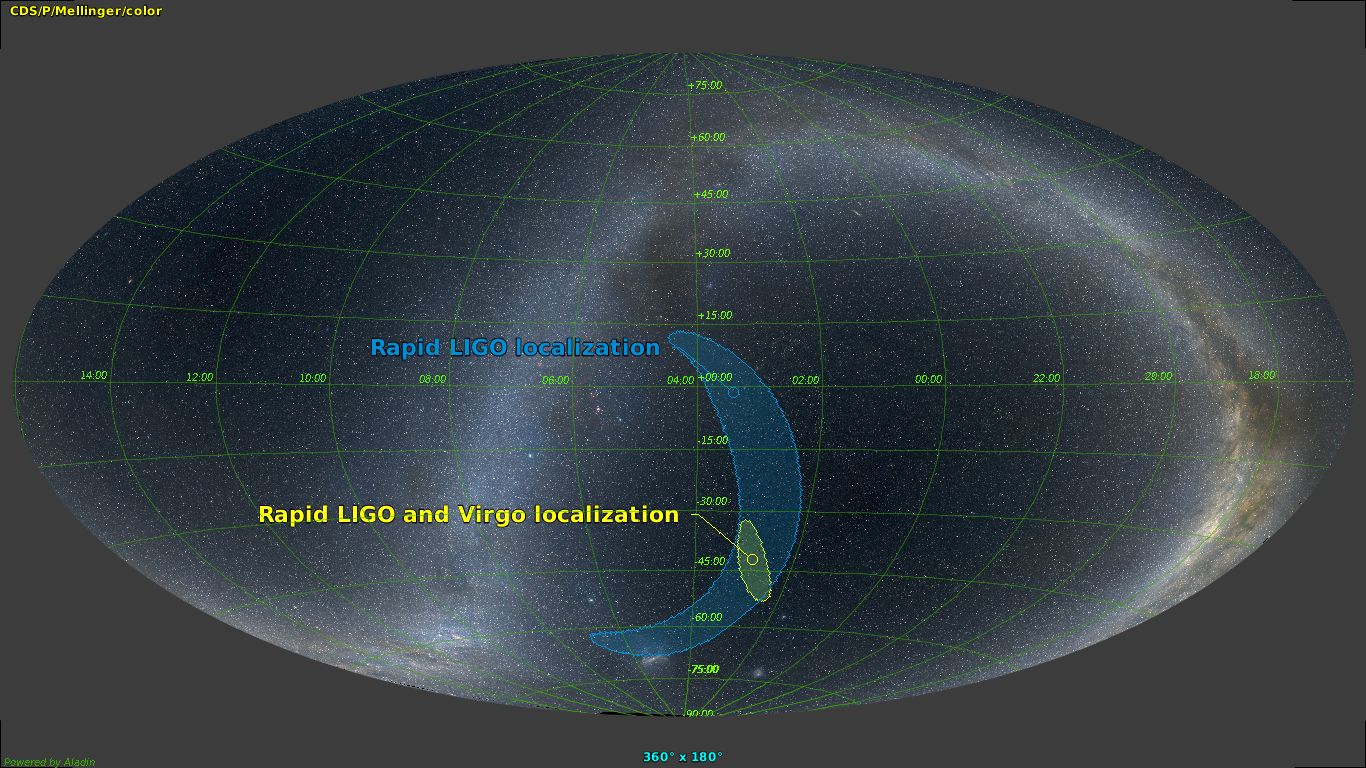
Localització estimada de l'esdeveniment

El senyal va ser detectat a les 10:30:43 UTC. El detector Livingston va ser el primer en rebre el senyal, seguit pel detector Hanford 8 mil·lisegons més tard, Virgo va rebre el senyal 14 mil·lisegons després de Livingston. La detecció per part dels tres observatoris va possibilitar una estimació molt acurada de la posició de la font, amb una regió creïble al 90% de només 60 deg², un factor 20 de millora respecte a deteccions anteriors.

## Origen astrofísic
L'anàlisi va indicar el senyal resultat de la fusió d'un parell de forats negres amb 30.5+5.7−3.0 i 25.3+2.8−4.2 cops la massa del Sol, a una distància de 540+130−210 megaparsecs (1.8+0.4−0.7 milers de milions d'anys llum) de la Terra. El forat negre resultant va tenir una massa de 53.2+3.2−2.5 masses solars, i es va radiar 2.7+0.4−0.3 masses solars en forma d'energia gravitacional. El pic de lluminositat de GW170814 va ser de 3.7+0.5−0.5×1049 W.

## Implicacions per la relativitat general
La relativitat general pronostica que les ones gravitacionals tenen un tensor de polarització. La detecció per tot tres detectors va evidenciar experimentalment una forta polarització de tensor.